# Jack Porter
Jack Porter (Harlow, 15 de julio de 2008) es un futbolista británico que juega de portero para el Arsenal FC de la Premier League.

## Biografía
Tras empezar a formarse como futbolista en las categorías inferiores del Arsenal FC, finalmente fue convocado por el primer equipo en la temporada 2024-25, haciendo su debut el 25 de septiembre de 2024 en la Copa de la Liga contra el Bolton Wanderers FC, disputando los 90 minutos y ganando el partido por 5-1 tras el gol de Aaron Collins para el Bolton, y de Declan Rice, Kai Havertz, Raheem Sterling y un doblete de Ethan Nwaneri para el Arsenal.

## Clubes
| Club       | País       | Año   | Partidos | Goles |
| ---------- | ---------- | ----- | -------- | ----- |
| Arsenal FC | Inglaterra | 2024- | 1        | 0     |